# Arrondissement de Die
L'arrondissement de Die est une division administrative française, située dans le département de la Drôme et la région Auvergne-Rhône-Alpes.

## Composition
Liste des cantons de l'arrondissement de Die :
- canton de Loriol-sur-Drôme ;
- canton de Crest ;
- canton du Diois ;

L'arrondissement dans la région Auvergne-Rhône-Alpes.

- canton du Vercors-Monts du Matin ;

### Découpage communal depuis 2015
Depuis 2015, le nombre de communes des arrondissements varie chaque année soit du fait du redécoupage cantonal de 2014 qui a conduit à l'ajustement de périmètres de certains arrondissements, soit à la suite de la création de communes nouvelles. Le nombre de communes de l'arrondissement de Die est ainsi de 104 en 2015, 103 en 2016 et 113 en 2017. 
La commune de Puy-Saint-Martin ayant changé d'EPCI pour en rejoindre un rattaché à l'arrondissement de Nyons, elle est rattachée à ce dernier en juillet 2021. Le nombre de communes de l'arrondissement de Die passe à 112.
Au 1er janvier 2024, l'arrondissement groupe les 112 communes suivantes :
1. Allex
2. Ambonil
3. Aouste-sur-Sye
4. Arnayon
5. Aubenasson
6. Aucelon
7. Aurel
8. Autichamp
9. Barnave
10. Barsac
11. La Bâtie-des-Fonds
12. Beaufort-sur-Gervanne
13. Beaumont-en-Diois
14. Beaurières
15. Bellegarde-en-Diois
16. Boulc
17. Bouvante
18. Brette
19. Chabrillan
20. Le Chaffal
21. Chalancon
22. Chamaloc
23. La Chapelle-en-Vercors
24. Charens
25. Chastel-Arnaud
26. Châtillon-en-Diois
27. La Chaudière
28. Cliousclat
29. Cobonne
30. Crest
31. Die
32. Divajeu
33. Échevis
34. Espenel
35. Establet
36. Eurre
37. Eygluy-Escoulin
38. Félines-sur-Rimandoule
39. Francillon-sur-Roubion
40. Gigors-et-Lozeron
41. Glandage
42. Grane
43. Gumiane
44. Jonchères
45. Laval-d'Aix
46. Léoncel
47. Lesches-en-Diois
48. Livron-sur-Drôme
49. Loriol-sur-Drôme
50. Luc-en-Diois
51. Lus-la-Croix-Haute
52. Marignac-en-Diois
53. Menglon
54. Mirabel-et-Blacons
55. Mirmande
56. Miscon
57. Montclar-sur-Gervanne
58. Montlaur-en-Diois
59. Montmaur-en-Diois
60. Montoison
61. Mornans
62. La Motte-Chalancon
63. La Motte-Fanjas
64. Omblèze
65. Oriol-en-Royans
66. Pennes-le-Sec
67. Piégros-la-Clastre
68. Plan-de-Baix
69. Le Poët-Célard
70. Ponet-et-Saint-Auban
71. Pontaix
72. Poyols
73. Pradelle
74. Les Prés
75. Recoubeau-Jansac
76. La Répara-Auriples
77. Rimon-et-Savel
78. Rochechinard
79. Rochefourchat
80. La Roche-sur-Grane
81. Romeyer
82. Rottier
83. Saillans
84. Saint-Agnan-en-Vercors
85. Saint-Andéol
86. Saint-Benoit-en-Diois
87. Sainte-Croix
88. Saint-Dizier-en-Diois
89. Sainte-Eulalie-en-Royans
90. Saint-Jean-en-Royans
91. Saint-Julien-en-Quint
92. Saint-Julien-en-Vercors
93. Saint-Laurent-en-Royans
94. Saint-Martin-en-Vercors
95. Saint-Martin-le-Colonel
96. Saint-Nazaire-en-Royans
97. Saint-Nazaire-le-Désert
98. Saint-Roman
99. Saint-Sauveur-en-Diois
100. Saint-Thomas-en-Royans
101. Saou
102. Solaure en Diois
103. Soyans
104. Suze
105. Vachères-en-Quint
106. Valdrôme
107. Val-Maravel
108. Vassieux-en-Vercors
109. Vaunaveys-la-Rochette
110. Vercheny
111. Véronne
112. Volvent

## Établissements Publics de Coopération Intercommunale (EPCI)
Au 1er janvier 2021 l’arrondissement de Die est composé de 4 Établissements Publics de Coopération Intercommunale (EPCI) à fiscalité propre : 
1. Communauté de communes du Val de Drôme en Biovallée(CCUD): 29 communes, siège à Eurre
2. Communauté de communes du Crestois et du pays de Saillans (3CPS): 15 communes, siège à Aouste-sur-Sye
3. Communauté de communes du Diois(CCD) : 51 communes, siège à Die
4. Communauté de communes du Royans-Vercors (CCRV) : 18 communes, siège à Saint Jean en Royans

## Démographie
En 2022, l'arrondissement comptait 68 965 habitants.
| 1968   | 1975   | 1982   | 1990   | 1999   | 2006   | 2011   | 2016   | 2021   |
| ------ | ------ | ------ | ------ | ------ | ------ | ------ | ------ | ------ |
| 33 050 | 32 168 | 33 572 | 35 207 | 37 733 | 40 470 | 41 972 | 67 036 | 68 574 |

| 2022   | - | - | - | - | - | - | - | - |
| ------ | - | - | - | - | - | - | - | - |
| 68 965 | - | - | - | - | - | - | - | - |

## Sous-préfets
| Période      | Période   | Identité                                                | Fonction précédente | Observation                      |
| ------------ | --------- | ------------------------------------------------------- | ------------------- | -------------------------------- |
| …            |           |                                                         |                     |                                  |
| 11 juin 1860 | mars 1861 | Charles Étienne Marc du Breuil-Hélion de La Guéronnière |                     | muté sous-préfet à Pont-l'Évêque |
| …            |           |                                                         |                     |                                  |
| 1931         | 1932      | MILLIAT Robert                                          |                     |                                  |
| 1932         | 1935      | FROISSART                                               |                     |                                  |
| 1935         | 1938      | CONS Henri                                              |                     |                                  |
| 1938         | 1940      | BOURDIN Francis                                         |                     |                                  |
| 1940         | 1941      | DAUPHIN                                                 |                     |                                  |
| 1941         | 1941      | DESHUSSES Victor                                        |                     |                                  |
| 1941         | 1941      | LAMBRAY Pierre                                          |                     |                                  |
| 1941         | 1944      | COUDRAY François                                        |                     |                                  |
| 1944         | 1944      | PISSERE                                                 |                     |                                  |
| 1944         | 1946      | WERLY Auguste                                           |                     |                                  |
| 1946         | 1947      | MASSENDES Jean                                          |                     |                                  |
| 1947         | 1950      | COTTIN Michel                                           |                     |                                  |
| 1950         | 1954      | ROBERT Raoul                                            |                     |                                  |
| 1954         | 1955      | GENDROT Pierre                                          |                     |                                  |
| 1955         | 1959      | POIRIER Jean-Louis                                      |                     |                                  |
| 1959         | 1962      | DUPIECH Louis                                           |                     |                                  |
| 1962         | 1963      | ANDRE Louis                                             |                     |                                  |
| 1963         | 1967      | BONNELLE François                                       |                     |                                  |
| 1967         | 1969      | CENDO Hector                                            |                     |                                  |
| 1969         | 1970      | BELLOIR                                                 |                     |                                  |
| 1970         | 1973      | PINHEDE                                                 |                     |                                  |
| 1973         | 1978      | COLLET Guy                                              |                     |                                  |
| 1978         | 1984      | MERZ Charles                                            |                     |                                  |
| 1984         | 1988      | FRAISSE Henri                                           |                     |                                  |
| 1988         | 1990      | SIMION Jean-Pierre                                      |                     |                                  |
| 1990         | 1993      | SPILLEMAEKER Michel                                     |                     |                                  |
| 1993         | 1995      | ECKENSCHWILLER Guy                                      |                     |                                  |
| 1995         | 1996      | BRASSAC Frédéric                                        |                     |                                  |
| 1996         | 1998      | TATIBOUET Yves                                          |                     |                                  |
| 1998         | 2000      | PHILIPPE Marie-Gabrielle                                |                     |                                  |
| 2000         | 2002      | GUILLEMIN Jacques                                       |                     |                                  |
| 2002         | 2004      | CHALHOUB Anne-Sophie                                    |                     |                                  |
| 2004         | 2007      | COSTE Alice                                             |                     |                                  |
| 2007         | 2008      | FIRCHOW Thilo                                           |                     |                                  |
| 2008         | 2010      | BALUSSOU Fabienne                                       |                     |                                  |
| 2010         | 2012      | SIBILLEAU Michaël                                       |                     |                                  |
| 2012         | 2014      | THIRARD Guillaume                                       |                     |                                  |
| 2014         | 2017      | THOMAS Clara                                            |                     |                                  |
| 2017         | 2019      | BOUZILLARD Patrice                                      |                     |                                  |
| 2019         | 2021      | DE WITASSE-THEZY Camille                                |                     |                                  |
| 2021         |           | QUEBRE Corinne                                          |                     |                                  |